# Верхньодніпровський
Верхньодніпровський (рос. Верхнеднепровский) — селище міського типу в Дорогобузькому районі Смоленської області Росії. Розташоване у верхньому плині Дніпра, на правому його березі, за 12 км на північний захід від міста Дорогобуж.
Населення — 12,3 тис. мешканців (2014).

## Історія
Виник між селами Харлапово та Михайлівське у зв'язку з будівництвом Дорогобузської ГРЕС в 1952.
Селище міського типу — з 1956 року.

## Промисловість
- Завод складних мінеральних добрив (ВАТ «Дорогобуж», входить в компанію «Акрон»)
- Дорогобузська ТЕЦ з котлотурбінними (137 МВт) і газотурбінними (12 МВт) установками
- Завод котельного машинобудування
- Завод покрівельних та гідроізоляційних матеріалів

## Транспорт
- Вантажна залізнична станція (4 км) від лінії без пасажирського руху Сафоново — Дорогобуж (станція Струкова).
- За 15 км на північ від селища пасажирська залізнична станція Сафоново.
- Вихід на регіональну автодорогу Р137 Сафонова (М1) — Дорогобуж — Єльня — Рославль (А101).